# コマンド戦略
『コマンド戦略』（コマンドせんりゃく 原題：The Devil's Brigade）は、1968年制作のアメリカ合衆国の戦争映画。
第二次世界大戦中に実在したアメリカ・カナダの連合特殊部隊、悪魔の旅団（Devil's Brigade）を題材としている。原作『悪魔の旅団―米軍特殊部隊、イタリア戦線を制覇す』（原題：The Devil's Brigade）の著者ジョージ・ウォルトン大佐は、同旅団の元隊員。

## あらすじ
本作では、悪魔の旅団の結成から、イタリア戦線における山岳要塞での戦いまでを描く。
第二次世界大戦中の1942年。連合軍はノルウェーにあるドイツ軍の基地をつぶすため、アメリカ・カナダ両国軍の兵でコマンド部隊を編成した。
彼らはアメリカ陸軍のロバート・T・フレデリック中佐の指導のもと、わずか3カ月の期間で訓練する事になったのだが、ならず者ばかりのアメリカ兵と、クラウン少佐を中心に統率のとれたカナダ兵は事あるごとに対立し、思うように訓練は進まない。
しかし、訓練を重ねるうちに両者は次第に歩み寄り、出場準備は完了した。戦況の変化により、部隊は当初の目的が変更となってイタリア戦線に送られるが、見事な活躍を見せた。
終戦後、部隊は解散したが、後にグリーン・ベレーとして再興されるのだった。

## キャスト
| 役名                       | 俳優                   | 日本語吹替 | 日本語吹替 |
| 役名                       | 俳優                   | NET版      | TBS版      |
| -------------------------- | ---------------------- | ---------- | ---------- |
| ロバート・フレデリック中佐 | ウィリアム・ホールデン | 近藤洋介   | 近藤洋介   |
| アラン・クラウン少佐       | クリフ・ロバートソン   | 納谷悟朗   | 中田浩二   |
| クリフ・ブリッカー少佐     | ヴィンス・エドワーズ   | 中田浩二   | 青野武     |
| セオドア・ランソム         | アンドリュー・プライン | 井上真樹夫 | 井上真樹夫 |
| パトリック・オニール軍曹   | ジェレミー・スレート   | 羽佐間道夫 |            |
| ロッキー・ロックマン       | クロード・エイキンズ   | 小林清志   | 渡部猛     |
| ピーコック伍長             | ジャック・ワトソン     | 穂積隆信   | 大宮悌二   |
| オマー・グレコ             | リチャード・ジャッケル | 内海賢二   | 玄田哲章   |
| ブロンク・ガスリー         | ビル・フレッチャー     | 青野武     |            |
| アル・マネラ               | トム・トゥループ       | 立壁和也   |            |
| ヒューバート・ヒクソン     | ルーク・アスキュー     | 徳丸完     |            |
| カードウェル大尉           | トム・スターン         | 野島昭生   | 市川治     |
| マクスウェル・ハンター少将 | キャロル・オコナー     | 島宇志夫   | 桑山正一   |
| マーク・W・クラーク中将    | マイケル・レニー       | 北村弘一   | 松岡文雄   |
| ウォルター・ネイラー准将   | ダナ・アンドリュース   | 大木民夫   |            |
| ルイス・マウントバッテン卿 | パトリック・ノールズ   |            | 松岡文雄   |
| MP                         | ノーマン・オルデン     | 加藤修     | 加藤正之   |

- NET版：初回放送1973年10月6日、13日[2]『土曜映画劇場』

演出：春日正伸、翻訳：木原たけし
TBS版：初回放送1977年8月15日『月曜ロードショー』※DVD収録
翻訳：木原たけし